# Manolo (sculpteur)
Pour les articles homonymes, voir Manolo.
Manuel Martínez Hugué, né le 29 avril 1872 à Barcelone et mort le 17 novembre 1945 à Caldes de Montbui, est un sculpteur, peintre, graveur et dessinateur espagnol. Il est également connu sous le nom de Manolo Hugué ou simplement comme Manolo.

## Biographie

### 1872-1887
Manolo Hugué est le fils de Benigno Martinez, militaire dans l'armée espagnole, et d'Anna Hugué i Gaspart. Son père étant rapidement transféré à Cuba (Guerre des Dix Ans), sa mère et lui-même l'y rejoignent sur un voilier et y demeurent cinq années. En 1877 ils reviennent à Barcelone. Sa mère, ses quatre fils, et sa grand-mère vivent alors dans des conditions économiques difficiles dans un sombre appartement de la rue Jupí. Manolo Hugué effectue alors, pour fortifier une santé délicate, plusieurs séjours à Caldes de Montbui dont sa grand-mère est originaire. En 1883 commence pour la famille, à la mort de sa grand-mère, une vie misérable.

### 1884-1900
Manolo Hugué commence en 1884 à suivre des cours du soir à la Llotja de Barcelone et, le dimanche, va voir les expositions. Après la mort de sa mère en 1887, il va à Burgos sur la demande de son père mais ne le reverra plus. En 1890 il décide d'être sculpteur. La famille Pitxot l'accueille et lui donne l'occasion de fréquenter le café « Els Quatre Gats » où il rencontre de nombreux artistes, notamment Santiago Rusiñol, Carles Casagemas, Ramon Casas, Miguel Utrillo et Pablo Picasso. Il travaille en 1891 à la fonderie Masriera où il voit passer les grands noms de la sculpture de l'époque.

### 1901-1909

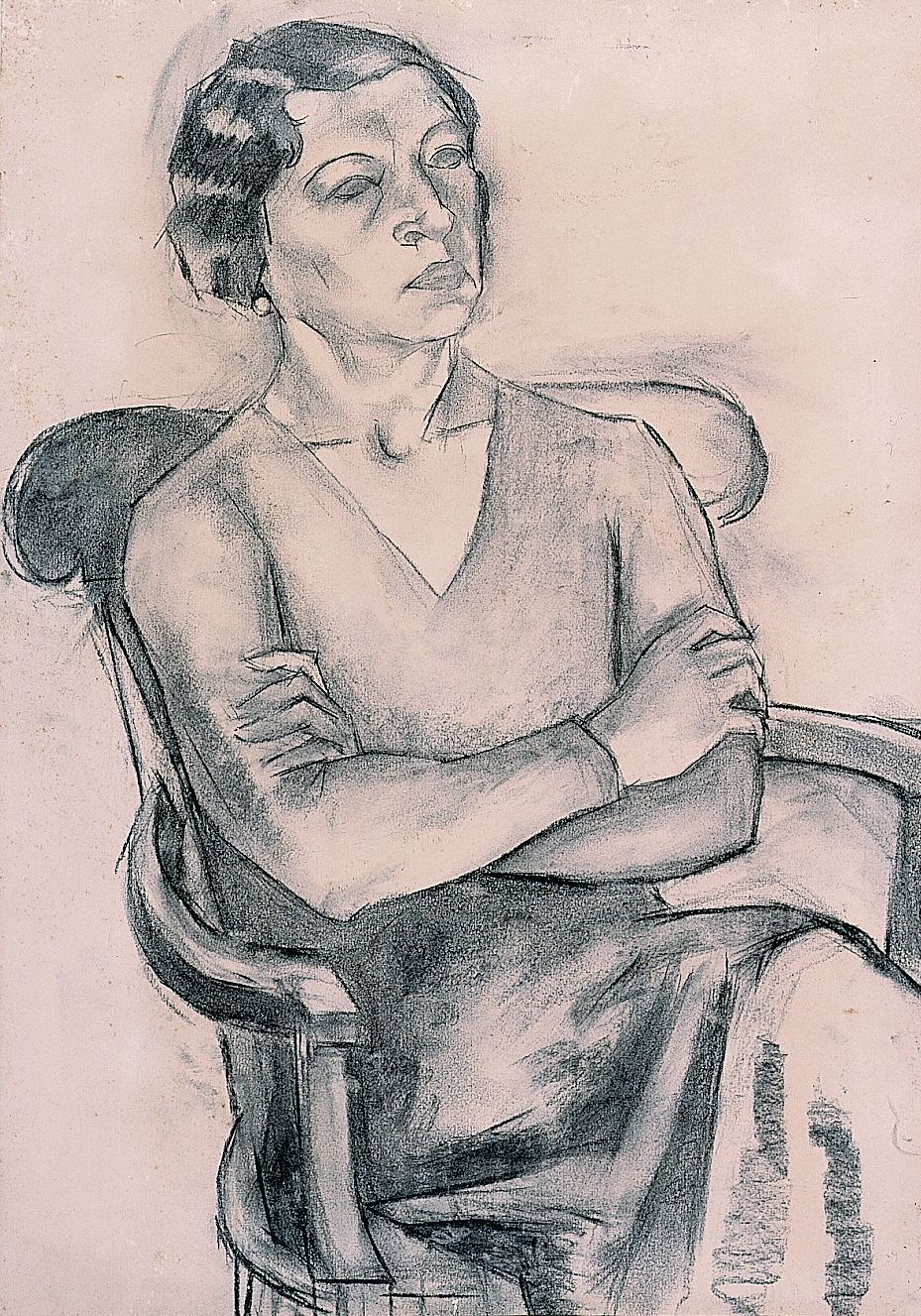
Totote, dessin de Manolo Hugué, Musée Abelló, Mollet del Vallès

En 1901, un ami lui proposant de l'accompagner et lui offrant le billet du train, Manolo Hugué part pour Paris. Là, il se lie avec Picasso et avec les artistes de Montmartre et de Montparnasse. Il est régulièrement à cette période de bohème le compagnon nocturne du poète Jean Moréas. En février 1901, dînant avec Carles Casagemas, celui-ci sort une arme et se suicide. En 1903 il travaille dans l'atelier d'Antonet Bofill et s'initie à l'art de la joaillerie. Il rencontre en 1906 une jeune serveuse, Jeanne Rochette, familièrement appelée « Totote » qui l'encourage à visiter méthodiquement les musées de Paris. Au Louvre, où il travaille un moment comme guide, il éprouve un choc devant la sculpture égyptienne. C'est également « Totote » qui l'introduit dans les milieux culturels parisiens. Il s'y lie d'amitié avec les compositeurs Déodat de Séverac, Isaac Albéniz et Manuel de Falla, les écrivains Guillaume Apollinaire, Max Jacob, André Salmon, les peintres Braque, Derain, Modigliani, Edmond-Marie Poullain, les sculpteurs Francisco Durrio et Casanovas.

### 1910-1928

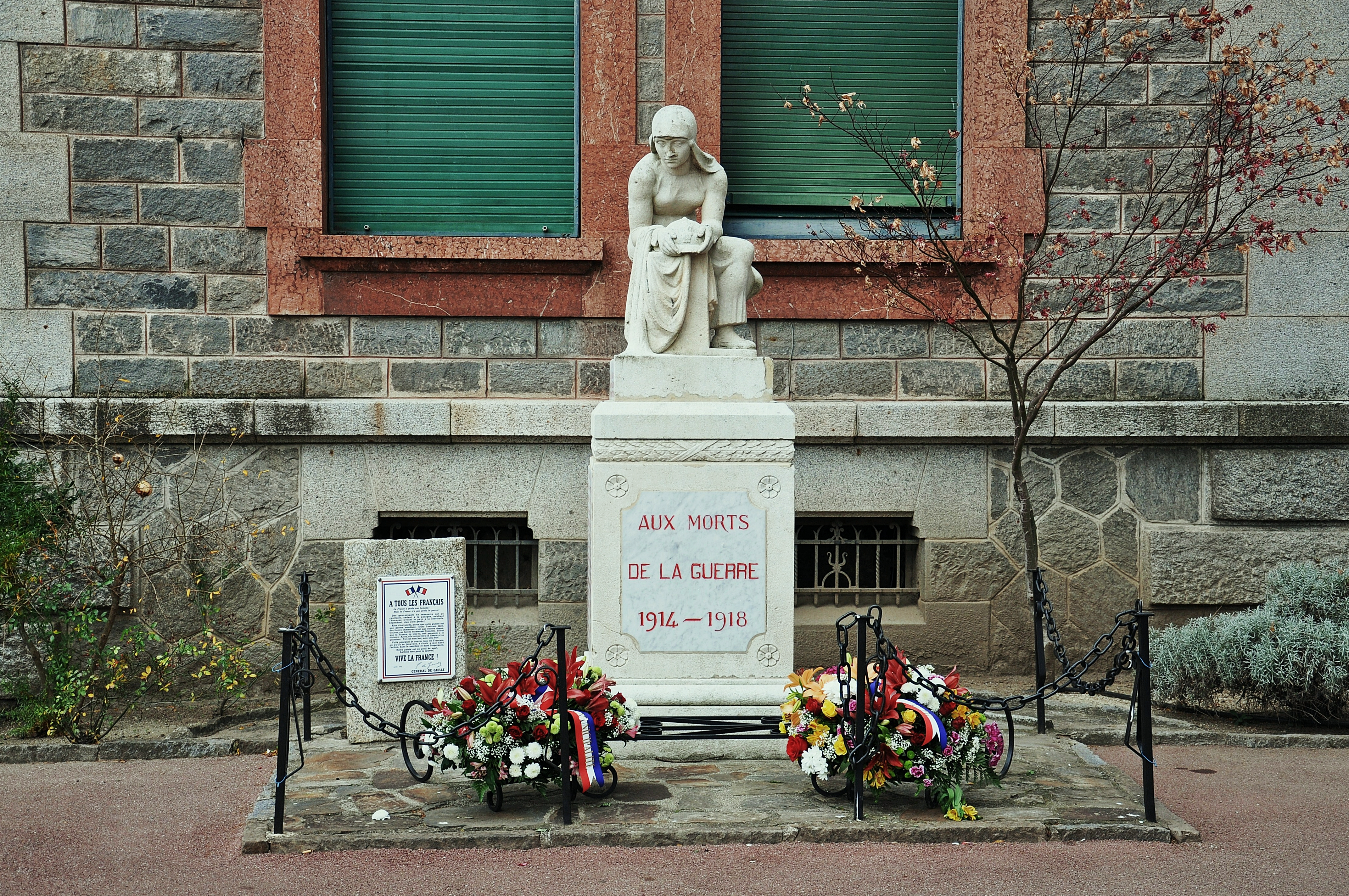
Monument aux morts d'Arles-sur-Tech, parc de l'Hôtel de ville, 1924

En 1910 Manolo Hugué part à Céret, dans les Pyrénées-Orientales, avec l'intention de chercher un lieu où travailler. Le contrat qu'il signe avec Daniel-Henry Kahnweiler lui permet de s'y installer. En 1912 et 1913, pour de longs séjours, Georges Braque, Pablo Picasso et Juan Gris viennent le rejoindre. Ses amis Franck Burty Haviland et le compositeur Déodat de Séverac font de même. Sans enthousiasme pour l'esthétique cubiste, il partage avec Aristide Maillol, établi à Banyuls, le goût des formes féminines méditerranéennes.

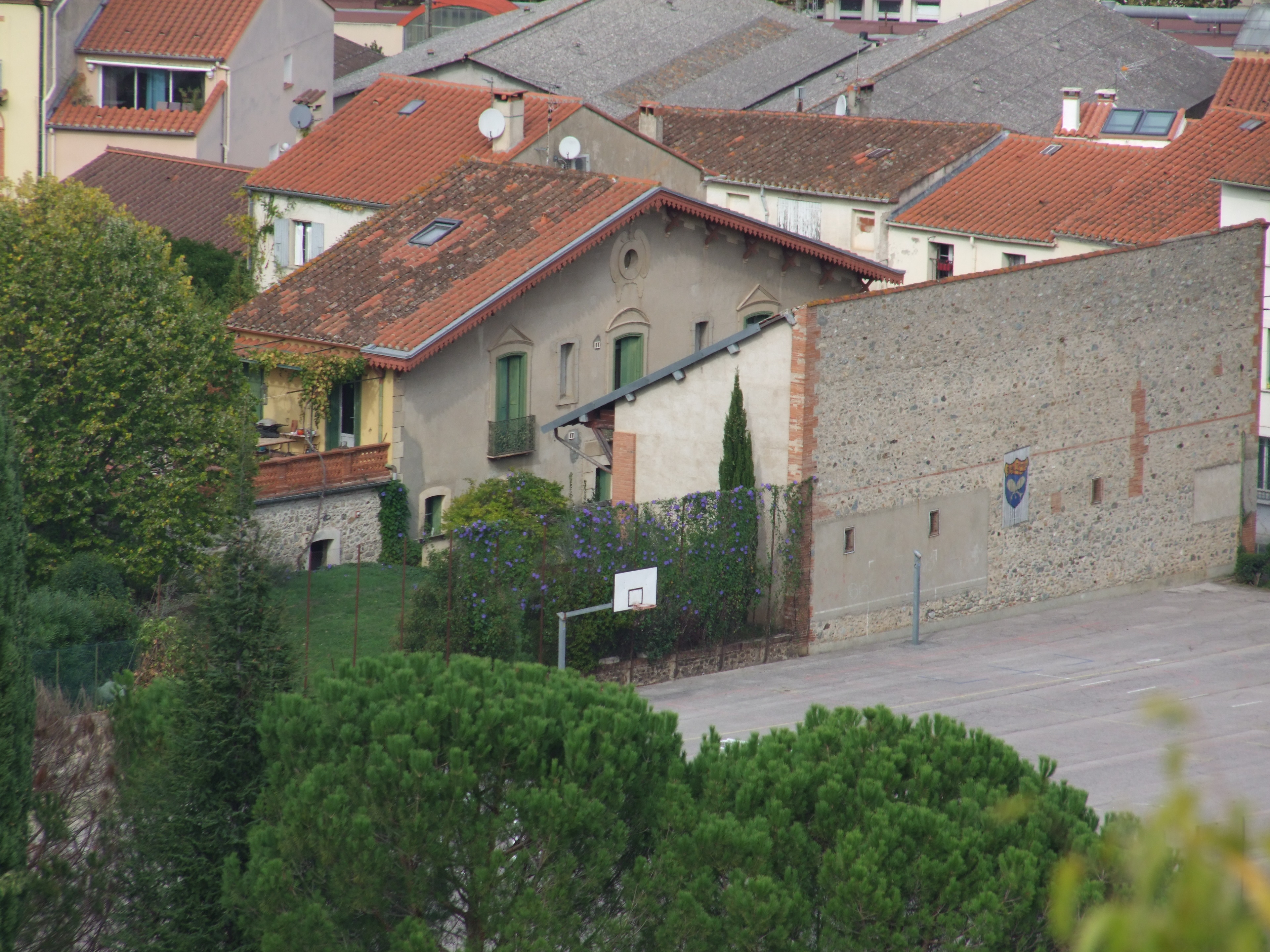
Manolo Hugué a, d'après ses courriers, habité la maison Aribaud en 1910, son 1er logement à Céret.

La Guerre interrompant ses relations avec Kahnweiler, il affronte de nouvelles difficultés de subsistance et doit en 1917 quitter Céret pour rentrer après une douzaine d'années d'absence à Barcelone puis s'installer à Arenys de Munt. En 1919 il retourne à Céret, retrouve Picasso et ses amis dont Gustave Violet possédant un four à céramiques, mais noue aussi de nouvelles relations, Pablo Gargallo, Joseph Maragall, Togores, André Masson, Marc Chagall, Pierre Brune, Pinchus Krémègne. En 1921 il illustre de huit gravures sur bois Cœur de chêne; poèmes de Pierre Reverdy. À Céret il réalise en 1923 un hommage à Déodat de Séverac et à Arles-sur-Tech en 1924 un monument aux morts (L'ofrena). Ces commandes lui permettent de réaliser l'un de ses rêves, avoir une petite maison:

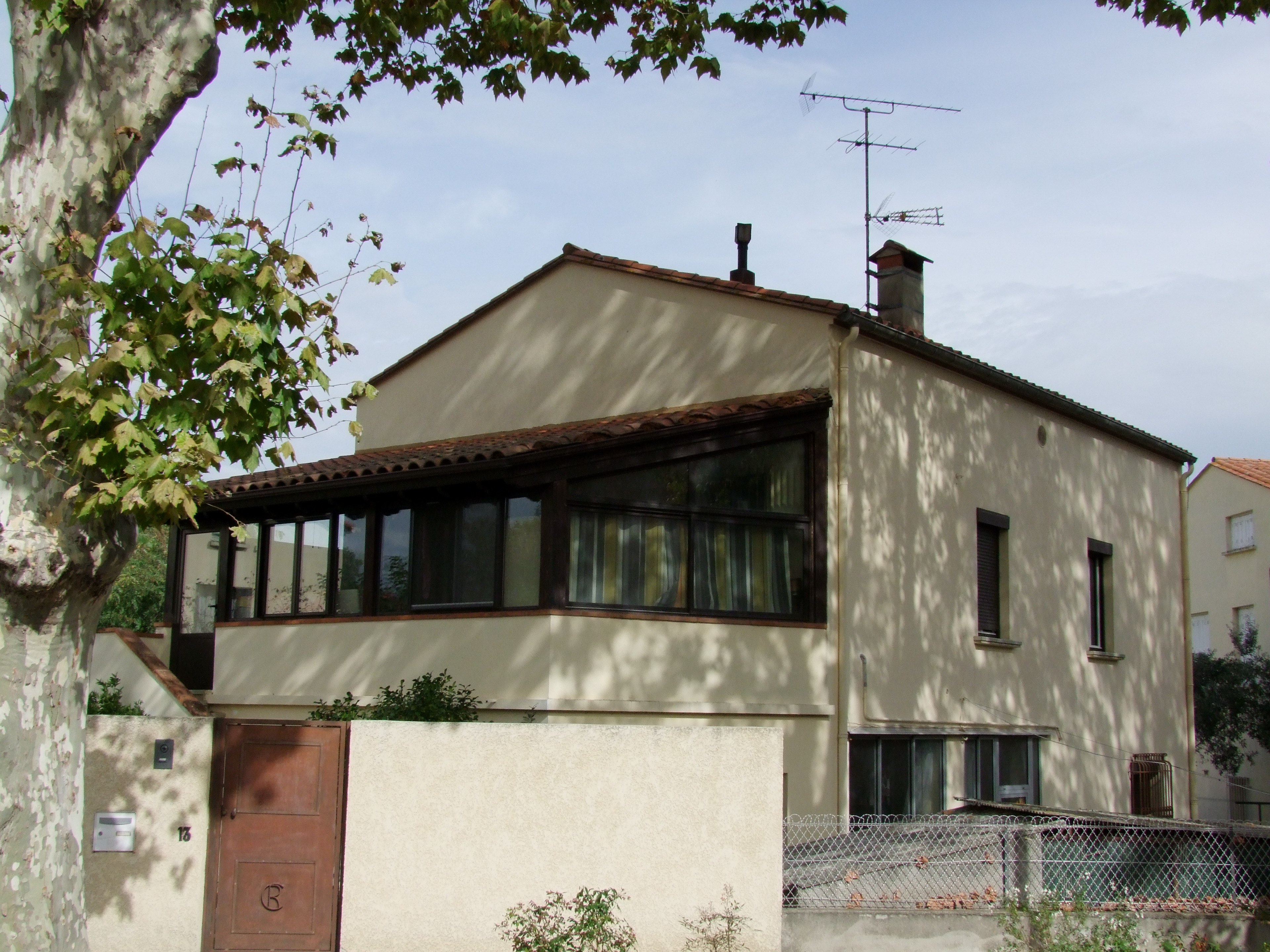
La 1ère maison construite des mains de Manolo-Hugué à partir de l'été 1923.jpg

Souffrant d'une polyarthrite, il se rend, après un court séjour à Arenys de Munt, à Caldes de Montbui pour y suivre sur prescription médicale une cure thermale.

### 1929-1945
Tandis qu'il récupère de sa polyarthrite, Manolo vend sa maison de Céret, se marie avec « Totote » et s'établit définitivement à Caldes de Montbui. Durant les étés suivants il effectue quelques séjours à Sant Feliu de Codines et à L’Ametlla del Vallès chez son ami Josep Maragall. À Barcelone il participe à l'Exposition internationale de 1929. En 1930 Manolo et Totote adoptent une fille, Rosa (Jordana). La maladie qui affecte ses mains lui rendant difficile son travail de sculpteur, Manolo réalise de nombreuses peintures. Il est nommé en 1932 membre de l'Académie royale catalane des beaux-arts de Saint-Georges. En 1933 paraît un livre de Victor Castre sur son œuvre. Il participe à l'Exposition universelle de 1937 à Paris et adopte un garçon abandonné pour lui assurer la subsistance durant les années de guerre. En 1938 Manolo écrit pour Wifredo Lam une lettre de recommandation auprès de Picasso, les deux peintres se liant rapidement d'amitié. Des expositions des œuvres de Manolo sont organisées en 1938 au Petit palais de Paris, en 1941 à Madrid et à Barcelone, en 1943 à Sabadell.
Manolo Hugué meurt à Caldes de Montbui le 17 novembre 1945 dans ce petit village où il vivait depuis 1929 ; « Totote » meurt en 1957, et Rosa en 1976. La galerie Louise Leiris fait en 1984 donation de sept œuvres de Manolo au Centre Pompidou.

## L'œuvre
Lors des années, de 1901 à 1909, qu'il passe à Paris, Manolo Hugué est moins marqué par les expériences avant-gardistes de Picasso et de ses amis que par son admiration, au Louvre, des sculptures égyptiennes, grecques et romanes.  La figuration à laquelle il demeure, au contraire des cubistes attaché, en conserve le souci d'une épuration lisible des formes et des volumes. 
Manolo Hugué s'inspire le plus souvent de figures féminines (Dona inclinada, 1912 ; Monument à Déodat de Sérevac, 1923 ;L'Ofrena, 1924 ; Dona asseguda a terre, 1929-1930 ; La Bacchante, 1934) et des silhouettes des paysannes catalanes (La Llovera, 1910 ; Maternité, 1935) mais aussi de toreros (Torero, 1941).
Parmi ses peintures Manolo Hugué réalise de nombreux portraits de « Totote » (Totote, 1933) ou de Rosa (Rosa, 1944) et plusieurs autoportraits ainsi que des vues de l'extérieur et de l'intérieur de sa maison.

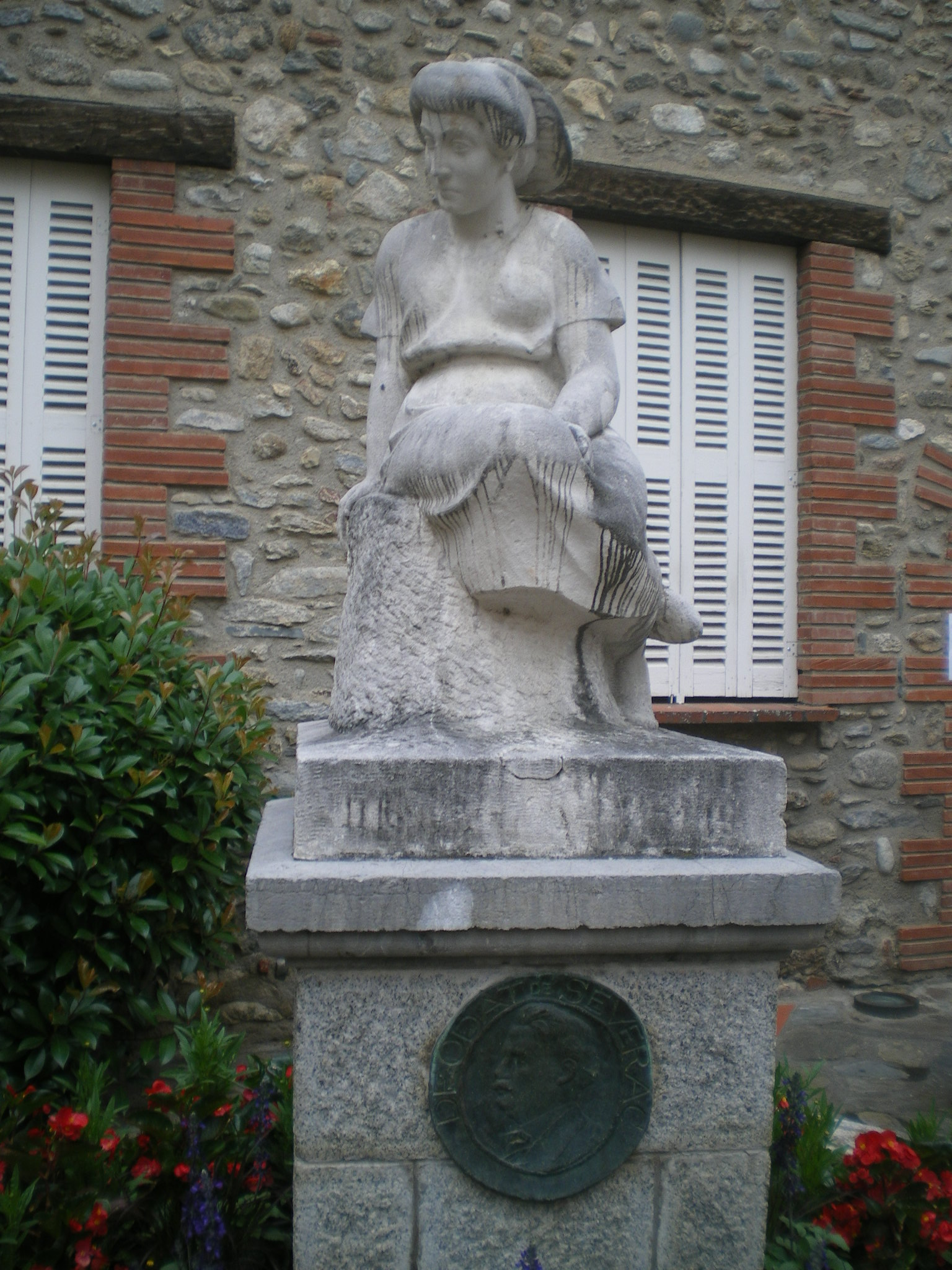
La catalane (Magali de Séverac) par Manolo Hugué, en hommage au compositeur Déodat de Séverac, Céret, 1923
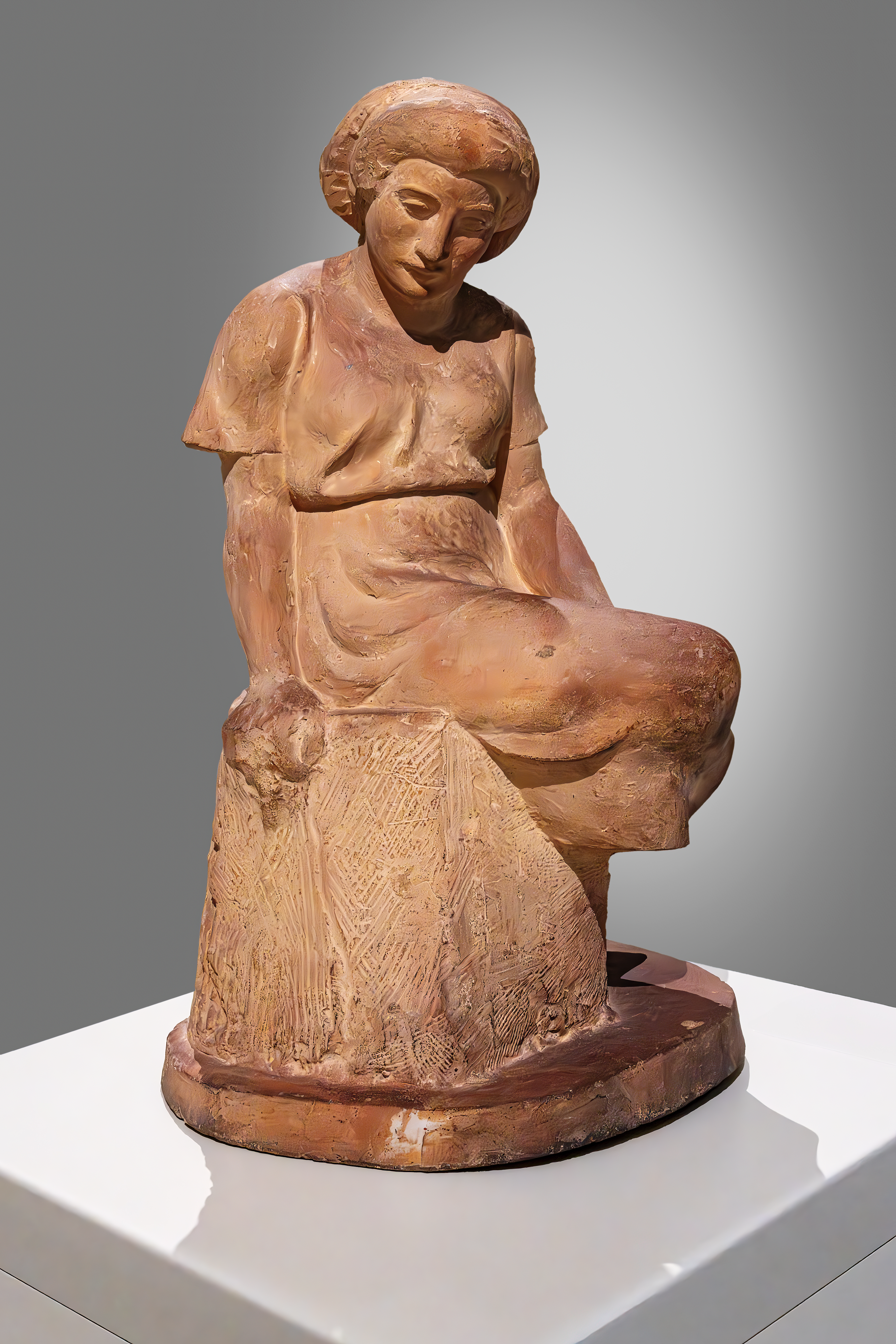
Catalane assise, 1923 Terre cuite MNAC
Torero  , 1923, calcaire, MNAC
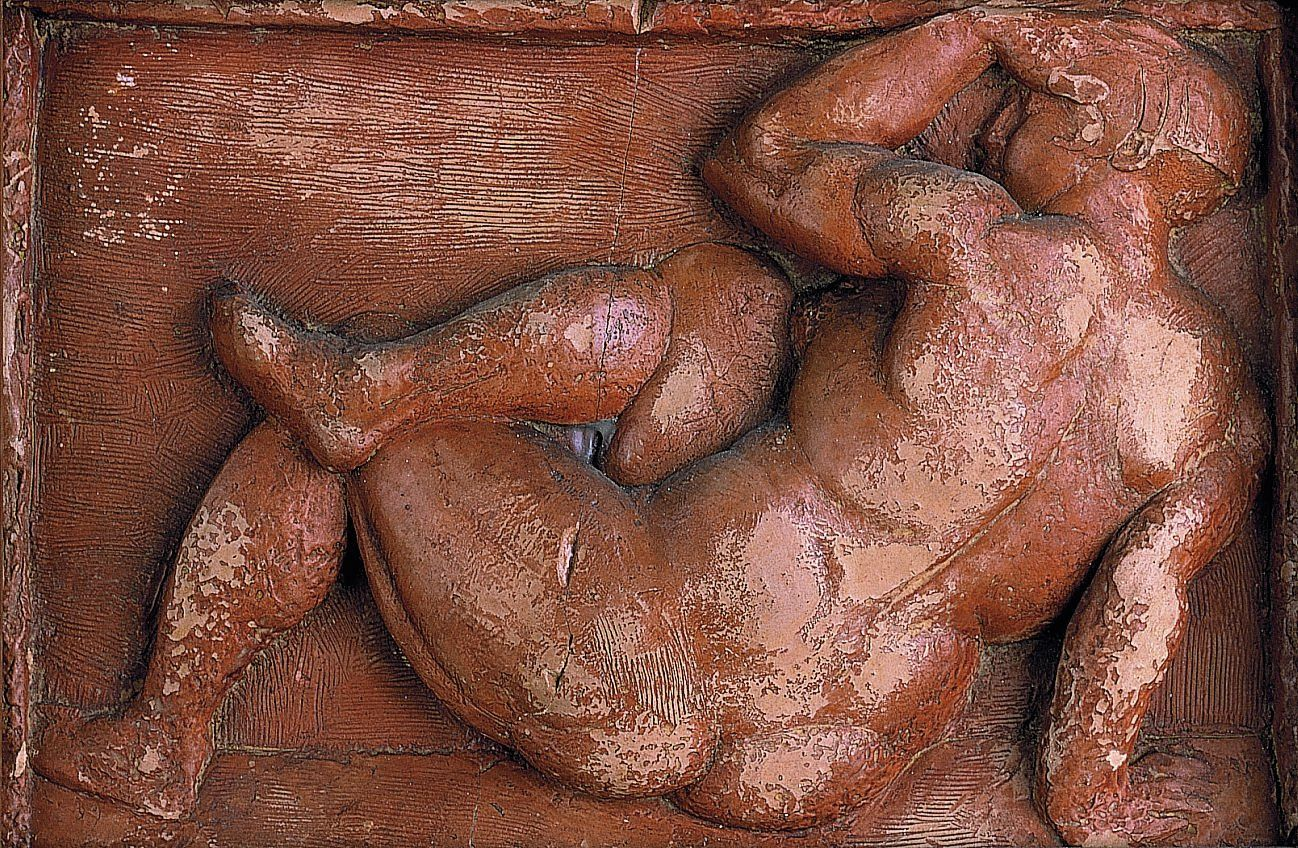
Dona asseguda de Manolo Hugué, 1929-1930, Museu Abelló de Mollet del Vallès.
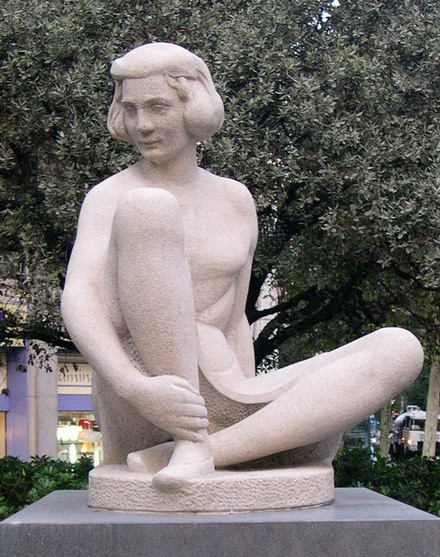
Manolo Hugué, Repòs, 1929, avenue Josep Tarradellas, Barcelone
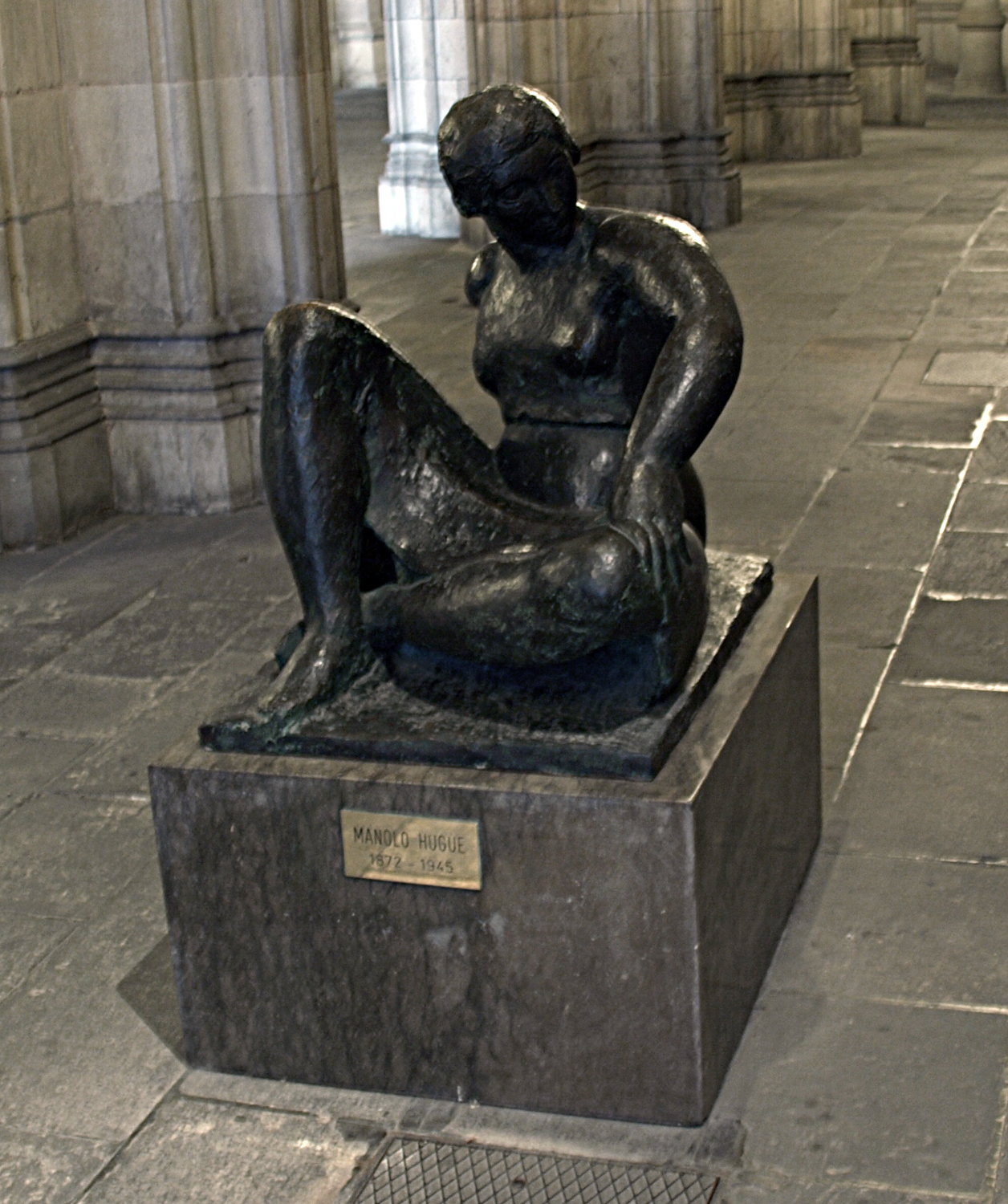
Mujer sentada de Manolo Hugué, 1930, Calle de San Francisco, Oviedo.

### Œuvres dans les musées
- Barcelone, Musée national d'art de Catalogne : La bachante sculpture, bronze, 1934.

- Belfort ; musée d'art moderne : Femme aux bras levés, sculpture.

- Caldes de Montbui : Thermalia, musée de Caldes de Montbui, expose sur deux étages de nombreuses œuvres de Manolo Hugué, sculptures, peintures, aquarelles et dessins, ainsi que des dessins, gravures et lithographies de Picasso, le plus souvent dédicacés non seulement à Manolo mais aussi à « Totote » et Rosa.

- Céret :  musée d'art moderne de Céret

Boîte Flamenco, crayon.
Buste d'homme, encre, 1909.
Buste de Totote, terre cuite, 1925.
Chevaux, taureaux et cavalier mort, encre, vers 1909-1913.
Deux catalanes, xylographie, vers1919-1921.
Femme assise I, dessin préparatoire pour la sculpture en hommage à Déodat de Séverac, commandée par la ville de Céret, encre, vers 1911-1914.
Femme assise II, dessin préparatoire pour la sculpture en hommage à Déodat de Séverac, commandée par la ville de Céret, encre, vers 1911-1914.
Femme assise III, dessin préparatoire pour la sculpture en hommage à Déodat de Séverac, commandée par la ville de Céret, encre, vers 1911-1914.
Femme assise lisant, mine de plomb.
Femme assise, sculpture, terre cuite, vers 1912-1913.
Femme au violoncelle, encre brune, entre 1909 et 1913.
Femme dansant et jouant des castagnettes, fusain, vers 1939-1943.
Femme et enfant, aquarelle et crayon, 1914.
Femme tenant un casque, encre, 1924.
Femme à l'enfant, sculpture, terre cuite, vers 1937-1938.
Femmes attisant le feu, xylographie, vers 1919-1921.
Femmes à leur toilette, aquarelle et fusain, 1916.
Intérieur, xylographie, vers 1919-1921.
Jeune femme debout, mains derrière le dos, encre et aquarelle.
Jeune femme esquissant un pas de danse, lavis d'encre et crayon.
La Llobera, sculpture, bronze, vers 1911-1912.
La chapelle Saint-Paul, jour de fête, aquarelle, crayon et encre, vers 1909-1913.
La forge, encre, vers 1909-1913.
La jongleuse, sculpture, terre cuite, 1931.
Musicien en buste, encre et crayon.
Nu au bord de la rivière, aquarelle et crayon, 1905.
Nu féminin, pastel, 1916.
Paysage du Vallespir, aquarelle et crayon, vers 1913-1915.
Paysage, xylographie, vers 1919-1921.
Portrait de Jo Davidson, xylographie, vers 1919-1921.
Portrait de Mme Déodat de Séverac, fusain, vers 1909-1914.
Portrait de femme, crayon, vers 1934-1935.
Portrait de femme, aquarelle, 1915.
Portrait de l'hôtelier Armand Janer, fusain vers 1909-1913.
Sans titre, 4 études, encre.
Scène d'intérieur, gouache et crayon, vers 1901-1908.
Scène de café, encre noire, mine de plomb et pastel, vers 1901-1908.
Torero sur pied, sculpture, bronze, vers 1943-1944.
Torero, sculpture, terre cuite, vers 1943-1944.
Tête de Frank Burty Haviland, sculpture, terre cuite, 1909. 
Tête du cantonnier Calvet, sculpture, terre cuite, 1920.
Tête du poète Pierre Camo, sculpture, terre cuite, 1913.
- Dijon, musée des beaux-arts : Dans l'étable, les deux boeufs, 1923, terre cuite.
- Folgueroles, Maison musée Jacint-Verdaguer : El sembrador (Le semeur), 1945, bas-relief sculpté dans la pierre.

- Granville,  musée Richard Anacréon : Maternité, gouache, 1905.

- Grenoble, musée de Grenoble : Femme repliée sur elle-même, sculpture, pierre, 1927.

- Mollet del Vallès, Musée Abelló : Dona asseguda, 1929-1930 ; Torero, 1937.

- Perpignan, musée Hyacinthe-Rigaud :

Quica ou le Chien, sculpture, terre cuite, 1923.
Femme allongée au miroir, sculpture, terre cuite, 1934.
Femme à l'enfant, sculpture, terre cuite, vers 1937-1938.
Le chat, sculpture, terre cuite, 1922.
Les bœufs, bas-relief, terre cuite.
- Sabadell, Musée d'art ; Fondation Banque de Sabadell : Au bord de l’eau, bas-relief en terre cuite, vers 1921.

- Sitges, Museo Cau Ferrat : Maternité, plâtre, 28,5 x 17,5 x 18 cm (ancienne collection Santiago Rusiñol).

### Œuvres dans les lieux publics
- Arles-sur-Tech, monument aux morts, parc de l'Hôtel de ville, 1924.
- Céret : près des arènes de cette ville, au centre d'un rond-point, une statue représentant un toréro a été érigée dans les années 1980 d'après une œuvre de Manolo. La catalane (Magali de Séverac), 1923, est un hommage au compositeur Déodat de Séverac.
- Barcelone, Repòs, 1929, avenue Josep Tarradellas.
- Oviedo, Mujer sentada, 1930.

### Éléments de bibliographie
- Pascal Pia, Manolo, collection Les sculpteurs nouveaux, Éditions Gallimard, Paris, 1930.
- CASTRE, Victor, Manolo, éditions Cahiers du Sud, Marseille, 1933.
- BENET, Rafael, El escultor Manolo Hugué, éditions Argos, Barcelone, 1942.
- PLA, Josep, Vida de Manolo contada per ell mateix, éditions Destino, Barcelone, 1947; Libros del Asteroide, 2008 (en espagnol).
- Manuel Martinez Hugué, dit Manolo, Sculptures, gouaches, dessins, Paris, galerie Louise Leiris, 1961.
- Manolo Manuel Hugué, éditions Tramontane, Perpignan 1967.
- Exposición homenaje a Manolo Hugué, Ajuntament de Caldes de Montbui i amics de Manolo, 1969.
- BLANCH, Montserrat, Manolo. Escultura. Pintura. Dibujo, éditions Polígrafa, Barcelone, 1972.
- BLANCH, Montserrat et CORREDOR, José, Poesias Manolo Hugué, éditions Saturno, Barcelone, 1972.
- BLANCH, Montserrat, Manolo, de Ceret a Caldes de Montbui, Diputació de Barcelona, 1973.
- Manolo, Sculptures, Peintures, Dessins, éditions Cercle d'art, Paris, 1974.
- Manolo, Ajuntament de Caldes de Montbui, Caldes de Montbui, 1988.
- Manolo Hugué, Museu d'Art Modern de Barcelona, Barcelona, 1990.
- Manolo Hugué, Fundació Caixa de Catalunya i Ajuntament de Barcelona, Barcelona, 1990.
- Manolo, Musée Tavet-Delacour, Pontoise, 1995.
- Manolo Hugué Escultura, Pintura y Dijubo, Centro Cultural del Conde Duque, Madrid, 1997.